# Growling Mad Scientists
Growling Mad Scientists (GMS) är en nederländsk musikgrupp som producerat Fullon psytrance sedan början av 1990.

## Album
- Chaos Laboratory (Hadshot Haheizar, 1997)
- The Growly Family (TIP Records, 1998)
- GMS Vs. Systembusters (Spun Records, 1999)
- Tri-Ball University (TIP, 2000)
- The Hitz (TIP, 2000)
- No Rules (Spirit Zone Records, 2002)
- The Remixes (Spun, 2003)
- Emergency Broadcast System (Spun, 2005)
- Chaos Laboratory (Avatar Records, 2006) (Re-Release)
- Alien jesus - open your eyes, (2010- gms vs spacetribe label)
- The Remixes Vol. 2 (Starbox, 2010)